# Rei Hiroe
Rei Hiroe (広 江 威 Hiroe Rei, nacido el 5 de diciembre de 1972) es un artista de manga japonés que es conocido por su último manga, Black Lagoon. 
Cuando trabaja en los cómics de Doujin recibe el nombre de Red Bear y TEX-MEX. El manga de Hiroe fue publicado originalmente por Kadokawa Shoten en la década de 1990, pero ninguno fue completo. Como respuesta, Hiroe se trasladó a Shogakukan a principios de la década de 2000, donde todos sus manga lanzados antes de Black Lagoon fueron republicados y relanzados. 
Conocido por ser el creador de Black Lagoon. La serie narra las aventuras de una compañía de transportes, no muy favorecida a ojos de la ley, establecida en la ciudad ficticia de Ruananpur, en Tailandia. Se centra en el conflicto interno de Okajima Rokuro (Rock). Éste es un ejecutivo de una empresa japonesa que es secuestrado por la organización Black Lagoon, y que decide pasarse a sus filas después de ver la humillación de sus jefes y el sistema al cual pertenece. Cerca de él se encuentra Rebeca Revy que es una joven china americana muy buena con el manejo de armas pero bastante intolerante; protegerá a Rock a pesar de todo los sucesos que se presentan. Los acompañan Dutch, el jefe de Black Lagoon, y Benny, un experto en informática y sistemas de comunicación.